# Низводно од сунца
Низводно од Сунца је југословенски филм из 1969. године који је добио награду Златна арена.

## Радња
Млада учитељица прва искуства у свом позиву стиче у забаченом планинском селу, које нема школску зграду. Живот сељака, сукоб два завађена рода, затим сукоб између власти и сељака због сече државне шуме потребне за грађу нове школе и присуство младе учитељице која кроз дилеме трага за истином.

## Улоге
| Глумац                   | Улога                 |
| ------------------------ | --------------------- |
| Драгомир Бојанић Гидра   | Бајо Бакић            |
| Александар Гаврић        | Данило Ђукић          |
| Боро Беговић             | Средоје, Данилов брат |
| Дина Рутић               | учитељица             |
| Јован Јанићијевић Бурдуш | Никола Бакић          |
| Јоже Зупан               | Вук Бакић             |
| Оливера Марковић         | Јованова жена         |
| Вељко Мандић             | Јован Ђукић           |
| Златко Мадунић           | Шумар                 |
| Мирчета Вујичић          | Међо Бакић            |
| Мирјана Вачић            |                       |
| Сава Дамјановић          | Тадија Бакић          |
| Соња Ђурђевић            |                       |
| Бошко Гашевић            | Болесни дечак         |
| Љубомир Ђокић            | Дечак                 |
| Миломир Прелић           | Дечак                 |
| Миле Пришуњак            | Дечак                 |
| Богољуб Петровић         | Нови шумар            |
| Ранко Ковачевић          | Тома                  |
| Душан Тадић              | Командир милиције     |

## Награде
- Пула 69' -  филм награђен Великом златном ареном за најбољи филм[2]; Златном ареном за најбољу режију[2]; Златном ареном за сценарио[2]; Наградом Кекец за сценарио[1]
- Ниш 69' - Трећа награда (плакета Ћеле кула) Јовану Јанићијевићу[3]; Специјална награда Драгомиру Бојанићу[1][3]